# Powłoka (wieś)
Powłoka (biał. Повалака; ros. Поволока) – wieś na Białorusi, w obwodzie grodzieńskim, w rejonie werenowskim, w sielsowiecie Bolciszki.
W 1790 miał tu miejsce bunt chłopski przeciwko dworowi. Z tego okresu zachowały się nazwiska mieszkańców wsi przesłuchiwanych przez komisarzy komisji porządkowej powiatu lidzkiego. Zeznania złożyli wówczas Jakub Gulwat, Michał Sielita, Ławryn Giergielewicz i Jan Mursza.
W dwudziestoleciu międzywojennym leżała w Polsce, w województwie nowogródzkim, w powiecie lidzkim, w gminie Raduń.